# Комашник павуконосний кримський
Офрис кримська, Офрис кримський (Ophrys sphegodes (Mill., 1768) subsp. mammosa (Desf., 1962)) — рослина з родини зозулинцевих, або орхідних (Orchidaceae).

## Загальна біоморфологічна характеристика

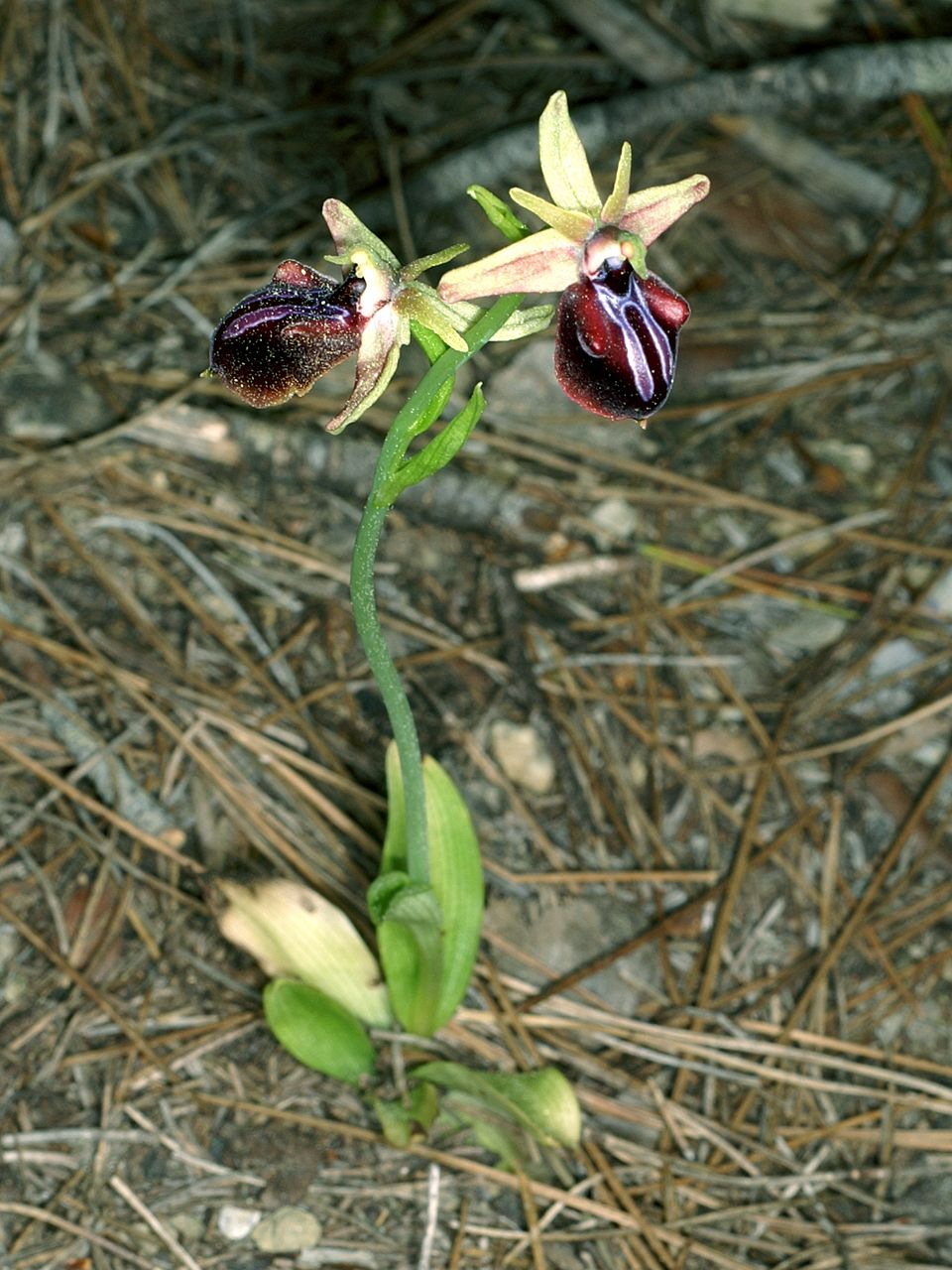
Загальний вигляд Ophrys sphegodes subsp. mammosa, острів Родос

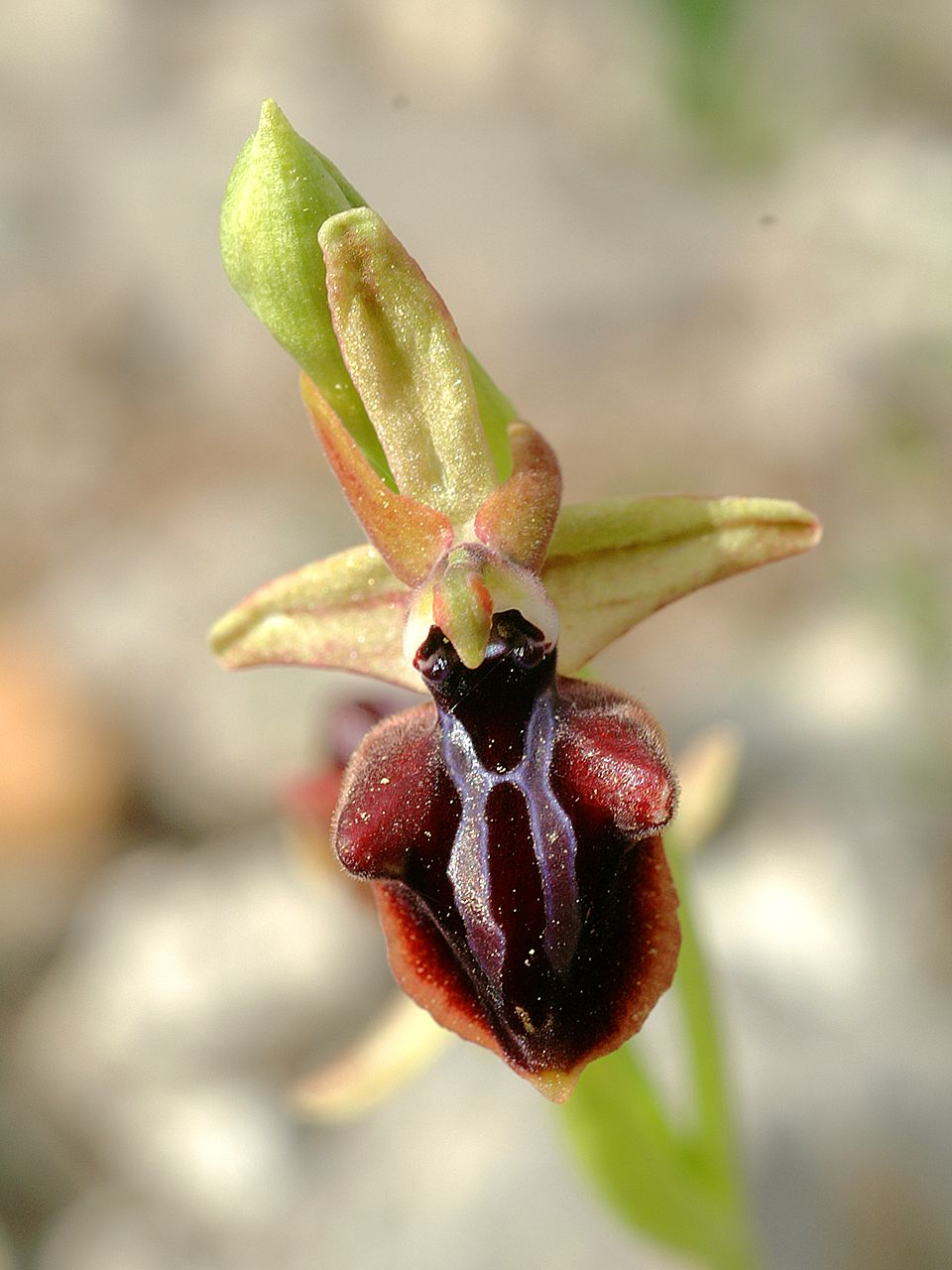
Квітка Ophrys sphegodes subsp. mammosa, острів Родос

Багаторічна трав'яниста рослина заввишки до 40 см заввишки, стебло ясно-зелене. Бульби майже кулясті, до 2 см у діаметрі. Стебло 30 — 60 см заввишки має біля основи 4–7 скупчених листків, а над ними 1-3-листкові піхви. Листки видовжено-ланцетні, нижні інколи майже еліптичні, тупі, до 9 см завдовжки і 2—3 см завширшки, до основи звужені. Суцвіття колосоподібне, нещільне, малоквіткове (звичайно 6-8 квіток). Квіти великі (до 3 см у діаметрі), двостатеві, неправильні, шестироздільні, зібрані в рідкий, 3—8-квітковий колос; середній зовнішній листочок оцвітини довгастий, тупий, зовні зеленавий, усередині зеленавий з коричнювато-рожевими краями; бокові зовнішні листочки нерівнобокі, з трьома жилками, зовні зеленаві, всередині вздовж двоколірні (в нижній половині рожевуваті, в верхній, вужчій,— зелені); внутрішні листочки оцвітини язичкоподібні, з однією жилкою, жовтаві або буруваті майже голі. Губа без шпорки, 10—15 мм завдовжки і 9—11 мм завширшки, оксамитова, округло-яйцеподібна, опукла, цілісна, при основі з двома великими (2,5— 3 мм) волосистими сосочкоподібними пагорбками, на кінці з маленьким (0,5 мм) трикутним зеленим придатком, темно-фіолетово-бура, з голубим голим знаком у вигляді двох поздовжніх ліній, знизу рожева, з зеленими краями, за формою, запушенням і забарвленням нагадує комаху. Цвіте у квітні — травні. Плодоносить у червні — липні. Плід — коробочка. Перехресно запилювана рослина. Розмножується переважно насінням. Ступінь природного поновлення незадовільний. Геофіт.

## Поширення
Середня Європа, Середземномор'я, Крим, Західне Закавказзя. В Україні — Гірський Крим.

## Місця зростання
Кам'янисті, вапнякові схили у світлих ялівцевих і листяних лісах, осипи, чагарники, узлісся. На досить сухих вапнякових ґрунтах на межі угруповань союзів Carpino orientalis-Quercion pubescentis та Jasmino-Juniperion excelsae (кл. Quercetea pubescent-petraeae). Мезоксерофіт.

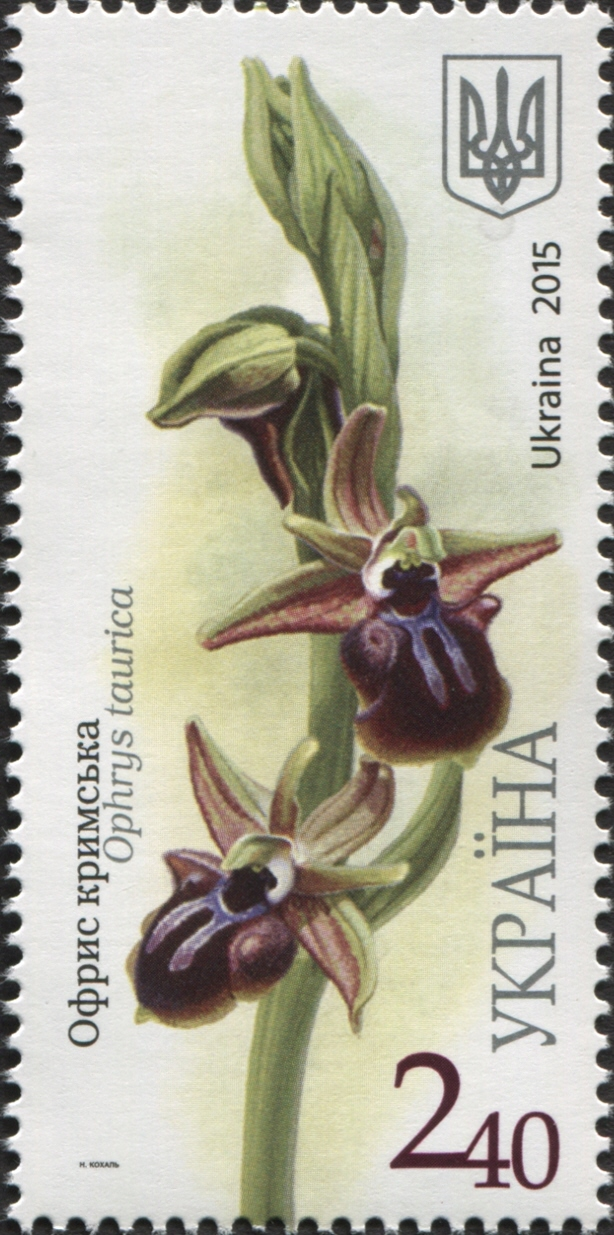
Офрис кримська на поштовій марці України 2015 року

## Чисельність в Україні
Популяції дуже ізольовані, малочисельні, складаються з поодиноких рослин або зрідка з невеликих груп. Останнім часом чисельність популяцій швидко скорочується. У локалітеті на північно-східному схилі г. Мендер-Крутой (Бахчисарайський р-н) виявлено популяцію виду, що налічує 115 особин на площі 400 м². При достатній чисельності особин ценопопуляція має нормальний повночленний віковий спектр з тенденцією до правостороннього (генеративні особини складають майже 70 %).

## Причини зміни чисельності
Порушення біотопів внаслідок вирубування лісів, рекреаційного навантаження, випасу, викошування, а також зривання квітів на букети.

## Природоохоронний статус
Зникаючий.

## Заходи охорони
Занесено до Червоної книги Української РСР (1980), Конвенції про міжнародну торгівлю видами дикої фауни та флори, що перебувають під загрозою зникнення (1973). Охороняється у природних заповідниках Мис Мартьян і Ялтинському гірсько-лісовому, заказнику загальнодержавного значення Мис Айя. Вирощують у Нікітському ботанічному саду. Потребує режимів абсолютної заповідності та заказного. Заборонено порушення місць існування, рубки лісів, підпали, випасання, викошування ділянок, збирання рослин.

## Систематика
У 1886 цей таксон, знайдений у Криму, описав російський ботанік (Володимир Агеєнко) як Ophrys aranifera var. taurica. У 1935 у довіднику «Флора СРСР», був описаний радянськими систематиками як окремий вид Ophrys taurica. Згідно із сучасною класифікацією Королівських ботанічних садів у К'ю таксон є підвидом Ophrys sphegodes і має наукову назву Ophrys sphegodes subsp. mammosa.

## Наукове значення
Європейсько-середземноморський вид на північній межі ареалу, представник складної у систематичному відношенні групи.